# Pauline Bonaparte

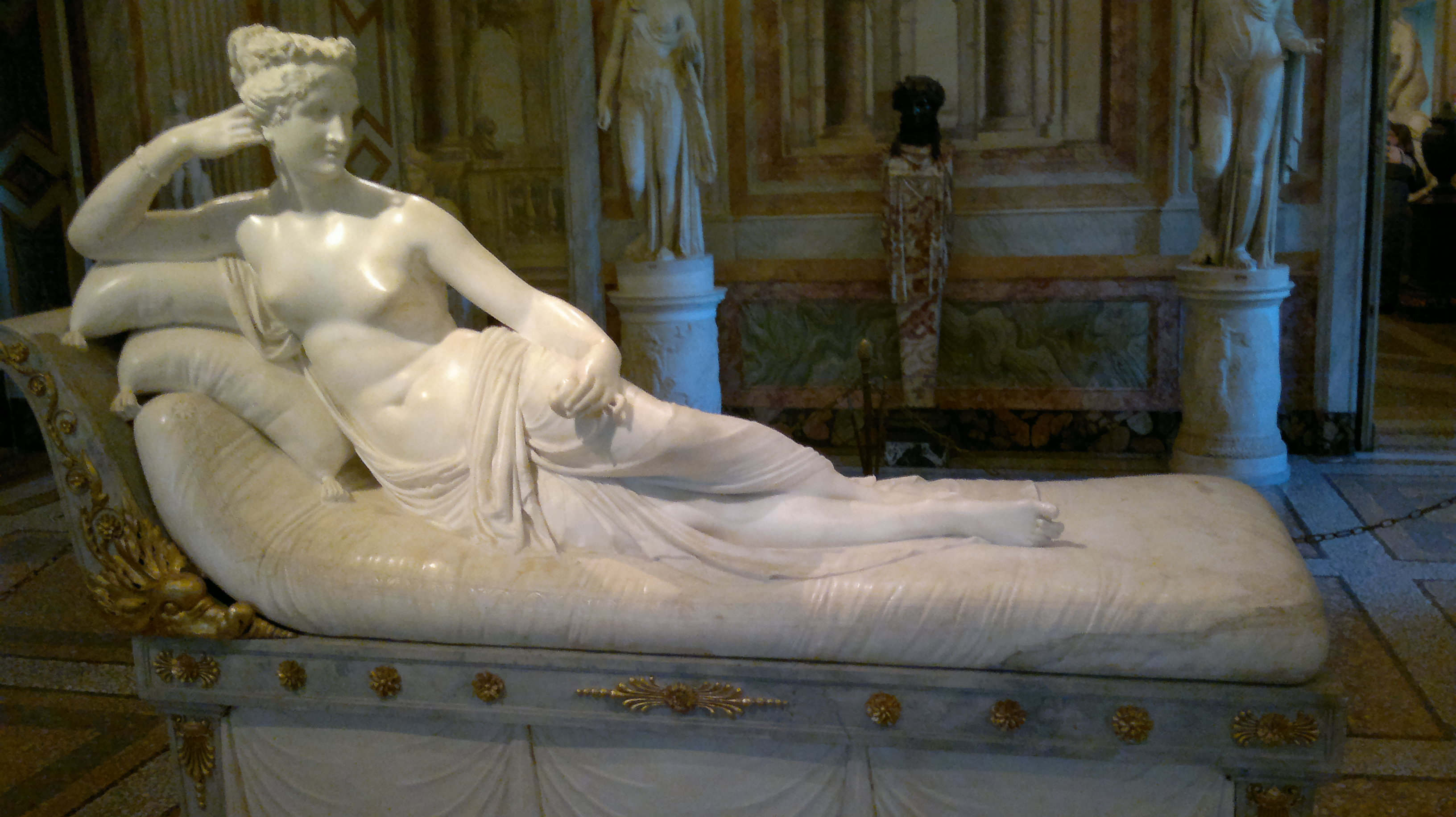
Pauline Bonaparte var modell till statyn Venus Victrix.

Pauline Bonaparte, född 20 oktober 1780 i Ajaccio, död 9 juni 1825 i Florens, var en kejserlig fransk prinsessa och regerande hertiginna av Guastalla. Hon var dotter till Carlo Buonaparte och Laetitia Ramolino; yngre syster till Napoleon I. Hennes dopnamn var Maria-Paola, men hon kallades för Paulette och (efter 1804) Pauline.

## Biografi

### Tidigt liv
Pauline fick ingen formell utbildning, eftersom familjen blev fattig efter faderns död 1785 och 1793 tvingades fly från Korsika till Marseille, där de kvinnliga familjemedlemmar försörjde sig som tvätterskor. 

### Första äktenskapet
I Marseille inledde Pauline ett kärleksförhållande med revolutionspolitikern Stanislas Fréron. Hennes mor och bror Napoleon godkände inte relationen, Napoleon arrangerade istället ett äktenskap med general Charles Leclerc och vigseln ägde rum i Milano den 14 juni 1797. Makarna bosatte sig 1798 i Paris, där hon kom att bli societetens mest firade kvinna. Tillsammans fick de sonen Dermide Louis Napoléon (1798–1804).
I december 1801 följde Pauline med sin make till hans kommendering på San Domingo, där han på Napoleons order skulle återställa franskt välde. På Haiti led makarna av påfrestningarna den krigiska situationen, klimatet och de tropiska sjukdomarna innebar. Pauline levde i basen på Le Cap; under sin tid på Haiti ska hon ha lidit av vissa attacker av gula febern, men också ägnat sig åt att sammanställa en förteckning över den lokala floran, samla på lokala djur, och ta sig älskare bland makens soldater. Leclerc avled i gula febern 1802. 

### Andra äktenskapet
Den 1 januari 1803 återvände Pauline till Frankrike, där Napoleon krävde att hon enligt hans lag skulle isolera sig som änka tills han hade arrangerat ett nytt äktenskap åt henne. Han försökte förgäves gifta bort henne med hertigen av Lodi och Italiens vicepresident Francesco Melzi d'Eril. 
Den 28 augusti 1803 gifte hon om sig med den romerska fursten Camillo Borghese. Äktenskapet hade arrangerats för att dämpa fientligheten mot Napoleons franska välde i Italien genom att göra en medlem i hans familj till medlem i en av Italiens främsta adelsfamiljer. Trots att äktenskapet hade arrangerats av Napoleon, orsakade det ändå en konflikt med honom därför att paret gifte sig snabbt och i hemlighet med varandra i stället för att låta honom hålla ett stort offentligt bröllop. 
Makarna bosatte sig i Rom i november 1803, där Pauline tog privatlektioner i uppförande och dans för att kunna uppträda i enlighet med sin nya rang. Hon tyckte initialt ganska bra om sin make, men deras förhållande blev snart olyckligt, och Pauline inledde efterhand förhållanden med andra, bland vilka den mest kända var Niccolò Paganini. Hon tröttande snart på Rom och återvände till Paris där hon bosatte sig på slottet Neuilly och deltog i sällskapslivet i Paris och kejsarhovet. 
När Napoleon blev kejsare 1804 upphöjdes hon med sina systrar till kejserlig fransk prinsessa. Vid hans kröning tvingades hon och hennes systrar bära kejsarinnan Josephines släp, något de kraftigt ska ha opponerat sig mot. När Napoleon år 1806 delade ut troner åt sina syskon, förlänades hon och hennes make hertigdömet Guastalla. Guastalla ersattes snart med hertigdömet Parma, det vill säga hon fick inkomsten från Parma, men behöll fortfarande titeln hertiginna av Guastalla. Formellt var hon regerande hertiginna av Guastalla, men i verkligheten var det bara frågan om en tom titel. Det uppmärksammades att hon under denna period levde en tid på Petit Trianon i Versailles.  
Pauline var Napoleons favoritsyster, men 1810 blev syskonen ovänner, eftersom Pauline inte kunde dra jämnt med sin nya svägerska, kejsarinnan Marie Louise av Österrike. Efter Napoleons nederlag i Ryssland 1813 försonades syskonen.

### Senare liv
Efter Napoleons nederlag 1814 och förvisning till Elba, var hon det enda av hans syskon som, tillsammans med hans mor, besökte honom där. Hon erbjöd honom också sin förmögenhet. 
Efter Napoleons slutliga nederlag vid Waterloo 1815 flyttade Pauline till Rom där hon levde under sina sista tio år, fram till sin död i tuberkulos.